# Aczelia infumata
Aczelia infumata, vrsta kukca Kratkoticalca iz porodice Grabežnica (Asilidae), otkrivene u Argentini još 1880. godine.
Posljednju vrstu u rodu, Aczelia tsacasi, otkrio je Papavero, 1971.